# Ernő Szép
Ernő Szép (n. 30 iunie 1884 – d. 2 octombrie 1953) a fost un scriitor, poet și dramaturg evreu maghiar.